# Enllaç de Nieuwpoort
L'Enllaç de Nieuwpoort (en neerlandès Verbindingskanaal van Nieuwpoort), a Sint-Joris, un nucli de Nieuwpoort, és un canal de Bèlgica curt de 0,3 km de la classe II que enllaça l'IJzer amb el canal Plassendale-Nieuwpoort. És una drecera que permet d'evitar les rescloses del Ganzepoot.
El canalet va perdre el seu paper econòmic. Segons les darreres estadístiques disponibles, el 2004 no hi ha hagut cap embarcació comercial a aquest trosset de canal.

## Resclosa
| Localitat | llargada | amplada | profunditat | alçària llibre | Sint-Joris-Sluis Nieuwpoort | 124,00 | 12,50 m | 1,56 | 6,72 |